# Тьыонгми

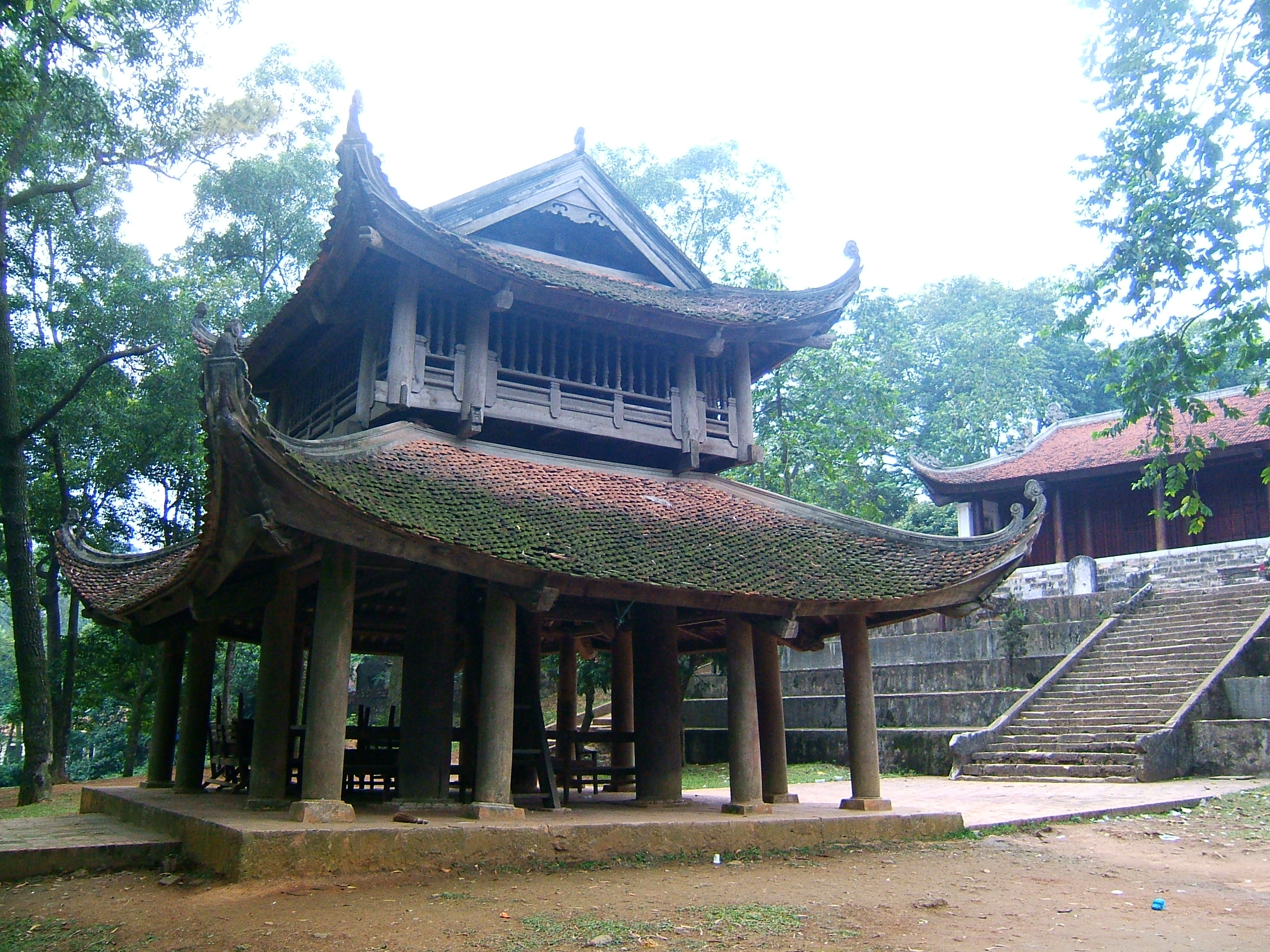
Храм Куангнгием

Тьыонгми (вьет. Chương Mỹ) — уезд Вьетнама, один из семнадцати сельских уездов, входящих в состав Ханоя (с 2008 года). Площадь — 233 км², население — 279 тыс. человек, административный центр — город Суанмай (вьет. Xuân Mai). В общине Хыуван (вьет. Hữu Văn) базируется 308-я пехотная дивизия Вьетнамской народной армии.

## География
Уезд Тьыонгми расположен на юго-запад от центра Ханоя. На севере он граничит с уездом Куокоай, на северо-востоке — с районом Хадонг, на востоке — с уездом Тханьоай, на юго-востоке — с уездом Ынгхоа, на юге — с уездом Мидык, на западе — с провинцией Хоабинь.

## Административное деление
В настоящее время в состав уезда Тьыонгми входят два города (thị trấn) — Суанмай (вьет. Xuân Mai) и Тюкшон (вьет. Chúc Sơn), а также 30 сельских общин — Дайен (вьет. Đại Yên), Донглак (вьет. Đồng Lạc), Донгфу (вьет. Đồng Phú), Донгфыонгйен (вьет. Đông Phương Yên), Донгшон (вьет. Đông Sơn), Хоатинь (вьет. Hòa Chính), Хоангзьеу (вьет. Hoàng Diệu), Хоангвантху (вьет. Hoàng Văn Thụ), Хонгфонг (вьет. Hồng Phong), Хопдонг (вьет. Hợp Đồng), Хыуван (вьет. Hữu Văn), Ламдьен (вьет. Lam Điền), Милыонг (вьет. Mỹ Lương), Намфыонгтьен (вьет. Nam Phương Tiến), Нгокхоа (вьет. Ngọc Hòa), Фунаман (вьет. Phú Nam An), Фунгиа (вьет. Phú Nghĩa), Фунгтяу (вьет. Phụng Châu), Куангби (вьет. Quảng Bị), Тантьен (вьет. Tân Tiến), Тханьбинь (вьет. Thanh Bình), Тхыонгвык (вьет. Thượng Vực), Тхютхыонг (вьет. Thụy Hương), Тхюисуантьен (вьет. Thủy Xuân Tiên), Тьенфыонг (вьет. Tiên Phương), Тотдонг (вьет. Tốt Động), Чанфу (вьет. Trần Phú), Чунгхоа (вьет. Trung Hòa), Чыонгйен (вьет. Trường Yên), Ванво (вьет. Văn Võ).

## История
В 1185 году в общине Тьенфыонг императором Ли Као-тонгом был основан храм Куангнгием (вьет. Quảng Nghiêm), также известный как храм Чамзян (вьет. Trăm Gian).
В ноябре 1426 года на территории уезда, между деревнями Тотдонг (вьет. Tốt Động) и Тюкдонг (вьет. Chúc Động), произошло трёхдневное сражение, победа в котором обеспечила независимость Вьетнама от Минской империи. Армия Ле Лоя разбила китайские войска, что позволило вьетам переломить ход восстания, а самому полководцу вскоре стать императором.

## Транспорт
В уезде Тьыонгми, в городе Суанмай пересекаются два национальных шоссе — № 6 (связывает центр Ханоя с провинцией Хоабинь) и № 21 (связывает город Шонтэй с южными уездами Большого Ханоя). Также в уезде расположен небольшой аэропорт Мьеумон (вьет. Miếu Môn).

## Экономика

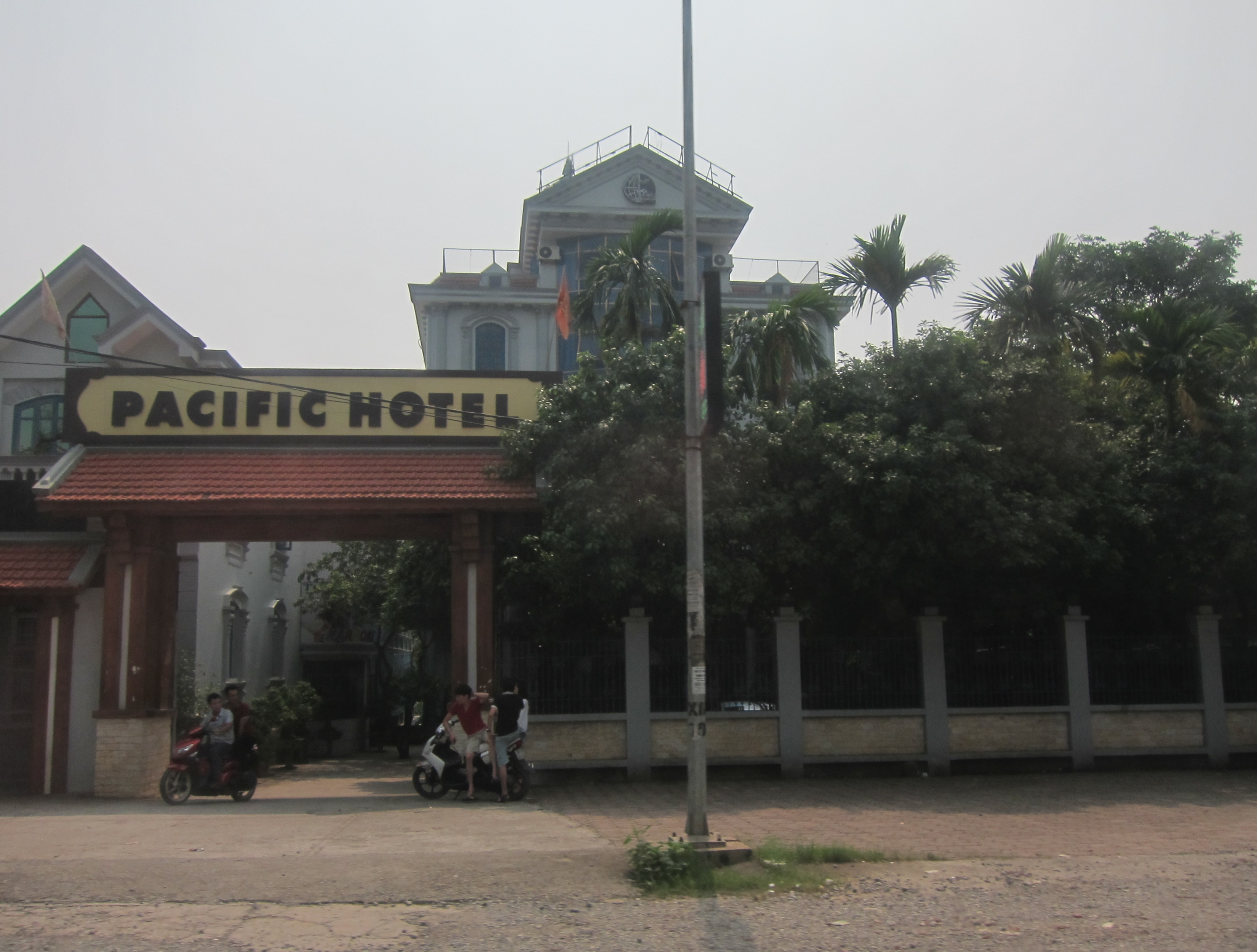
Отель в городе Суанмай

В экономике уезда Тьыонгми преобладает сельское хозяйство, крестьяне поставляют на рынки Ханоя рис, овощи, фрукты, чай, цветы, комнатные растения в горшках, свинину и мясо птицы. Однако в результате урбанизации и индустриализации площадь аграрных земель постоянно сокращается. В городах и сёлах имеются пищевые, текстильные, швейные и обувные фабрики, заводы стройматериалов, мастерские, изготавливающие различные изделия из ротанга и бамбука (в том числе мебель и домашнюю утварь). Многие предприятия лёгкой и строительной промышленности привлекают переселенцев из Северного и Центрального Вьетнама. Быстрая урбанизация и индустриализация усиливают давление на экологию уезда и ведут к загрязнению окружающей среды (растут свалки и популяция грызунов, ухудшается очистка сточных вод, загрязняется воздух).
В северной части уезда расположен крупный промышленный парк Фунгиа (Phú Nghĩa Industrial Park). В западной части уезда находится небольшой промышленный парк Лыонгшон (Lương Sơn Industrial Park). На побережье озёр Ваншон и Мьеу расположены курортные зоны с отелями, кафе, гольф-клубами и зонами для пикника.

## Образование
В городе Суанмай базируется Вьетнамский национальный университет лесного хозяйства (вьет. Trường Đại học Lâm nghiệp).

## Культура
В общине Донгшон проходит праздник деревни Аншон, посвящённый трём братьям из семьи Данг (Ка, Хай, Ба) и сёстрам Чынг (фестиваль сопровождается красочным шествием с флагами). В общине Тьенфыонг проводится праздник пагоды Чамзян, посвящённый Будде и божеству Нгуен Бинь Ану (сопровождается процессией паланкинов, кукольным представлением и вегетарианским банкетом). В деревне Лонгтяу общины Фунгтяу проходит праздник пагоды Чам, который посвящён трём телам Будды и святой Чан Тхи Тхо, которая построила храм (праздник сопровождается церемонией в её честь, молитвами, танцем дракона и кукольным представлением на воде).